# Hoplocrepis
Hoplocrepis is een geslacht van vliesvleugeligen uit de familie Eulophidae. De wetenschappelijke naam van dit geslacht is voor het eerst geldig gepubliceerd in 1890 door Ashmead.

## Soorten
Het geslacht Hoplocrepis omvat de volgende soorten:
- Hoplocrepis albiclavus Ashmead, 1890
- Hoplocrepis bifasciata Ashmead, 1904
- Hoplocrepis brasiliensis Ashmead, 1904
- Hoplocrepis grenadensis Howard, 1897
- Hoplocrepis mexicana Yefremova, 2003